# Emperatriz
Emperatriz – meksykańska telenowela z 2011 roku, wyprodukowana przez Fides Velasco dla TV Azteca.
W role protagonistów wcielili się Gabriela Spanic i Bernie Paz. Jest to opowieść o silnej i wyzwolonej kobiecie, która walczy o swoje szczęście nie bacząc na konwenanse i opinie innych. Bohaterkę cechuje silna osobowość i wabiąca mężczyzn atrakcyjność. „Ta telenowela to jak okrzyk wyzwolenia, jaki ma miejsce obecnie w Meksyku i na całym świecie. Chcę poprzez nią pokazać obraz silnych i wyzwolonych kobiet” – komentuje aktorka. Mam nadzieję, że dzięki niej kobiety w Meksyku poczują się bardziej wyzwolone” – podsumowuje.

## Fabuła
Emperatriz to pełna pasji i namiętności historia dwojga dojrzałych ludzi, którzy spotykają się w momencie, kiedy każde z nich straciło wszystko, co w ich życiu było najcenniejsze. Ona została oszukana i zdradzona przez mężczyznę, którego darzyła pierwszym i naiwnym uczuciem, a on zakpił z jej miłości i odebrał jej małą córeczkę, Esther. Natomiast Alejandro stracił w wypadku ukochaną żonę, która spodziewała się ich pierwszego dziecka. Jest obiektem westchnień wielu kobiet, jednak w żadnej nie potrafi się zakochać. Nie szuka miłości, ponieważ wie, że już nigdy nie pokocha tak żadnej kobiety, jak kiedyś kochał żonę. Emperatriz, w młodości bardzo skrzywdzona, jest dziś silną kobietą, która nie cofnie się przed niczym żeby osiągnąć zamierzony cel. W jej sercu nie ma miejsca na miłość, jest tylko żądza zemsty. Gotowa jest nawet zawrzeć małżeństwo bez miłości, byleby tylko konsekwentnie zrealizować swój plan. I choć przysięga sobie, że już nigdy się nie zakocha, to na widok Alejandra, jej serce zaczyna bić szybciej.
Emperatriz z biegiem czasu przestała być naiwną kobietą, która wierzyła we wszystkie obietnice Armanda, a ten nią manipulował i wykorzystywał do swoich brudnych interesów. To przez niego spędziła 8 lat w więzieniu, za przestępstwo, którego nie popełniła. Kobieta nie zorientowała się, że jej ukochany wyprowadzał z banku znaczne sumy pieniędzy, fałszując jej podpisy na dokumentach. Kiedy odsiadywała w więzieniu wyrok, urodziła jego córkę. Jednak mężczyzna zabrał jej dziecko i ożenił się z inną, pozbawiając Emperatriz praw rodzicielskich. Dziewczynka dorastała z dwiema siostrami w przekonaniu, że kobieta, która ją wychowuje jest jej prawdziwą matką. Kiedy Emperatriz wychodzi na wolność, Armando robi wszystko żeby utrzymać ją daleko od córki i swojej nowej rodziny. Wysyła ją do Los Angeles mamiąc obietnicami, że wkrótce przyjedzie do niej wraz z Esther i wreszcie wspólnie stworzą szczęśliwą rodzinę. Kobieta nie ma pieniędzy, żeby wrócić do Meksyku i odnaleźć córkę. W Los Angeles przebywa nielegalnie, pracuje na czarno i grozi jej deportacja. Armando przysyła jej pieniądze, które ledwo starczają na życie. Kiedy Emperatriz orientuje się, że znowu jest w ciąży, próbuje za wszelką cenę skontaktować się z Armando, który od trzech miesięcy nie daje znaku życia. Dzwoni do jego domu i odkrywa, że ma szczęśliwą rodzinę i w ogóle nie zamierza przyjechać do Los Angeles. Kobieta załamuje się i mdleje na ulicy. W szpitalu okazuje się, że straciła dziecko. Pod wpływem bolesnych przeżyć, w kobiecie dokonuje się przemiana. Staje się silna i bezwzględna. Poprzysięga sobie zemstę na Armando i jego rodzinie. Ale za wszelką cenę pragnie odzyskać córkę – Esther, która jest już nastolatką.
Los stawia na jej drodze bogatego biznesmena, Manuela del León, który także pragnie zemsty na Armando. Mężczyzna wyjawia jej dowody, które wskazują na to, że trafiła do więzienia z winy Armanda. Stawia ultimatum – pomoże jej pogrążyć byłego kochanka jeśli Emperatriz wyjdzie za niego. Kobieta bez chwili wahania zgadza się na małżeństwo i zawiera pakt zemsty z Manuelem. Mężczyzna zabiera ją do Meksyku i oferuje pomoc w odnalezieniu córki. Po powrocie Emperatriz robi wszystko żeby zbliżyć się do rodziny Armanda i odzyskać Esther. Jednak kobieta nie wie, która z trzech dziewczynek jest jej córką, gdyż nigdy nie dowiedziała się jakie imię nosi jej dziecko. Matka dziewczynek - Alma, od wielu lat cierpiąca na przewlekłą chorobę serca, umiera na zawał po kłótni z Emperatriz. W tym samym czasie Emperatriz zawiadamia policję o przestępstwie, którego Armando dokonał wiele lat temu, powołując się na dowody dostarczone przez Manuela. Armando, z obawy przed więzieniem, popełnia samobójstwo. Tuż przed śmiercią rodziców Esther zostaje wysłana za granicę do szkoły z internatem aby prawdziwa matka nie mogła jej odnaleźć. Z czasem dziewczynki zaczynają nienawidzić Emperatriz i oskarżają ją o wszystkie nieszczęścia jakie przydarzyły się ich rodzinie. Ich dziadek, Justo, robi wszystko żeby Emperatriz nigdy nie poznała prawdy.
Pewnego wieczoru Emperatriz poznaje Alejandra, który jest zięciem Justa. Wystarczy jedno spojrzenie, aby skruszyć w jej sercu lód, a w duszy Alejandra rozpalić nadzieję, że po śmierci żony może jeszcze zaznać szczęścia u boku kobiety. Między obojgiem rodzi się nieokiełznana namiętność, jednak każde z nich ma obawy przed nowym związkiem. Alejandro jest nieufny wobec Emperatriz, ponieważ kobieta zataja przed nim fakt, że ma męża. Ponadto mężczyzna nie chce wiązać się z mężatką gdyż boi się, że stanie się jednym z wielu jej kochanków, a potem Emperatriz będzie go zdradzać tak, jak teraz zdradza męża. Ma do niej pretensje, że była kochanką Armanda i rozbiła szczęśliwą rodzinę. Alejandro nie chce znać Emperatriz, po tym jakie nieszczęście zesłała na Esther i jej siostry. Kobieta postanawia wyjechać wraz z mężem z kraju. Tymczasem Esther planuje zemstę na okrutnej Emperatriz...
Mijają lata. Emperatriz podejmuje kolejną próbę odzyskania córki. Postanawia poprosić o pomoc dziadka dziewczynek i przekonać go, żeby wyjawił jej prawdę. Jednak Justo nie może jej wybaczyć, że przez nią jego córka Alma zmarła na zawał serca. Przedstawia jej fałszywy akt urodzenia i zgonu, które świadczą o tym, że jej maleńka córka zmarła wiele lat temu na skutek ciężkiej choroby. Ponadto Justo zaprowadza ją na grób zmarłego dziecka. Zrezygnowana kobieta próbuje pogodzić się ze śmiercią córki, której odnalezienie trzymało ją przy życiu przez te wszystkie lata. Ukojeniem okazuje się miłość Alejandra. Para ponownie spotyka się po pięciu latach i wszystkie uczucia odżywają na nowo. Szybko odkrywają, że nie mogą bez siebie żyć. Jednak szczęście Emperatriz nie trwa długo gdyż będzie musiała się zmierzyć z dużo młodszą od siebie rywalką, która od dawna darzyła Alejandra szczególnym uczuciem. Esther wraca do Meksyku jako już jako dorosła kobieta i będzie próbowała rozkochać w sobie starszego od siebie mężczyznę, który zawsze miał do niej słabość. I tak o to córka stanie się rywalką własnej matki o względy tego samego mężczyzny…

## Obsada
- Gabriela Spanic - Emperatriz Jurado / Emperatriz Del Real
- Bernie Paz - Alejandro Miranda
- Sergio Bustamante - Justo del Real
- Rafael Sánchez Navarro - Manuel León
- Adriana Louvier - Esther Mendoza del Real
- Marimar Vega - Elisa Mendoza del Real/Luna
- Miriam Higareda - Elena Mendoza del Real
- Julieta Egurrola - Perfecta de Jurado
- Carmen Delgado - Graciela Mendoza "La Gata"
- Alberto Guerra - Mauricio Gómez
- Ana Karina Guevara - Coco Álvarez
- Concepción Márquez - Nana Agustina Morales
- Dora Montero - Lola Martínez
- Carlos Martínez - Gonzalo Islas
- Omar Fierro - Armando Mendoza
- Marcela Pezet - Isabel Cristina
- Jorge Alberti - Nicolás "Nico"
- Niurka Marcos - Ángela Galván "Quimera"
- Mar Carrera - Alma Rosa del Real de Mendoza
- Victoria Gómez - Esther Mendoza del Real (młody)
- Alicia Zapien - Elisa Mendoza del Real (młody)
- Alejandra Jurado - Elena Mendoza del Real (młody)
- Larissa Mendizábal - Doris
- Erika de la Rosa - Ximena Castellanos
- Irma Serrano - Antonieta Andueza
- Sandra Destenave - Marlene Martínez de León
- Daniela Garmendia - Cynthia
- Martín Navarrete - Fernando Casillas
- Mercedes Pascual - Leonor Bustamante del Real
- Cristina Michaus - La Caimana
- Paloma Woolrich - Josefa Islas
- Eduardo Verástegui - Claudio
- Erick Chapa - David
- Alma Rosa Añorve - Consuelo
- Luis René Aguirre - Leopoldo
- Aurora Gil - Lulú
- Alfonso Bravo - Jaime
- David Muri - Federico
- Matilde Miranda - Norma
- Citlali Galindo - Lorena Saldívar
- Guillermo Larrea - Jorge
- Julio Casado - Freddy Carreño
- Blas García - Juez
- Carlos Ceja - Hermano de Cinthia
- Carlos Hernán Romo - Hermano de Cinthia
- Marco Zetina - Gustavo
- Elia Domenzain - Mariana Ramírez
- Estela Cano - Bárbara